# Drift (film 2023)
Drift è un film del 2023 diretto da Anthony Chen. 
La pellicola è l'adattamento cinematografico del romanzo A Marker to Measure Drift di Alexander Maksik, co-autore della sceneggiatura.

## Trama
Jacqueline è una rifugiata liberiana che, emigrata in un'isola greca, cerca di fare i conti con il proprio passato mentre coltiva un'amicizia con Callie, una guida statunitense.

## Promozione
Il primo trailer del film è stato diffuso il 25 ottobre 2023.

## Distribuzione
Il film è stato presentato in anteprima mondiale il 22 gennaio 2023 in occasione del Sundance Film Festival.

## Accoglienza
L'aggregatore di recensioni Rotten Tomatoes riporta il 65% di recensioni positive, con un punteggio medio di 5,9 su 10 basato sul parere di 23 critici.

## Riconoscimenti
- 2023 - British Independent Film Awards
  - Candidatura per la miglior interpretazione non protagonista ad Alia Shawkat
- 2023 - International Film Festival of India
  - IFFI ICFT UNSESCO Gandhi Medal